# 種子島久尚
種子島 久尚（たねがしま ひさなお）は、江戸時代末期から明治時代初期にかけての薩摩藩家臣、種子島氏第25代当主。父は種子島久珍。母は島津久照の娘。正室は島津貴典の娘幸子。

## 略歴
嘉永7年（1854年）1月9日種子島久珍の子として生まれる。生後6日前に父久珍が急逝しており、家督は継いだがまだ乳児のため、養祖母松寿院が政務を代行した。万延元年（1860年）、種子島氏当主夫妻の最初の墓所である慈遠寺御坊墓地（西之表市西町）を現在の形に整備。慶応元年（1865年）祖母松寿院が死去。明治元年（1868年）政府に戦費として800両を献金する。明治2年（1869年）版籍奉還により種子島を政府に返還し鹿児島に移住。同年政府より世禄1500石を賜る。明治8年（1875年）長男時丸誕生。明治12年（1879年）次男守時誕生。明治15年（1882年）死去。享年29。
家督は嫡男時丸が相続するも明治18年（1885年）11歳で夭折。次男守時がその跡を継ぎ、明治33年（1900年）男爵に叙され華族となる。